# Вулканы Азербайджана

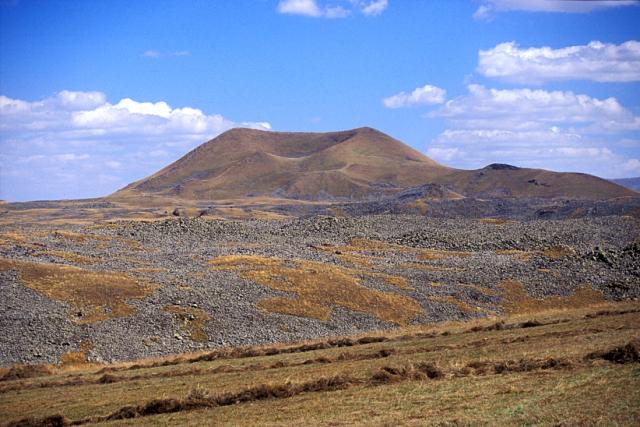
Ахарбахар

## Список активных и потухшихвулкановвАзербайджане
| Вулкан      | Высота | Координаты                | Последнее извержение  |
| ----------- | ------ | ------------------------- | --------------------- |
| Ахарбахар   | 2800 м | 40°01′ с. ш. 45°47′ в. д. | 778 год до нашей эры  |
| Бёюк Ишиклы | 3552 м | 39°21′ с. ш. 46°08′ в. д. | —                     |
| Гергер      | 3000 м | 39°44′ с. ш. 46°01′ в. д. | 3000 год до нашей эры |